# آهارون یادلین
آهارون یادلین (عبری: אהרן ידלין؛ زادهٔ ۱۷ آوریل ۱۹۲۶) سیاستمدار اهل اسرائیل است.
وی همچنین برندهٔ جوایزی همچون جایزه اسرائیل شده‌است.

## زندگی‌نامه
تولد ۱۷ آوریل ۱۹۲۶ در تل آویو، تحصیلات دانشگاه عبری بیت‌المقدس. فرزند او عاموس یادلین است.

## سوابق
- پایه‌گذاری مشترک کیبوتص «هاتزریم»،
- عضویت سابق هیئت رئیسه «جنبش پیشاهنگان اسراییل»،
- عضویت شورای اجرای هیستادروث (فدراسیون کارگری اسراییل) ۵۰–۵۲،
- رئیس «بیت برل» (مرکز آموزش حزب کارگر) ۵۶–۵۸،
- عضویت کنست (پارلمان اسراییل) ۵۹–۷۹،
- معاون وزیر آموزش و فرهنگ ۴۶–۷۲،
- دبیرکل حزب کارگر ۷۲–۷۴، عضویت دفتر سیاسی حزب،
- وزیر آموزش و فرهنگ ۷۷–۷۴، رئیس کم.
- آموزش و فرهنگ کنست ۷۷–۷۹،
- رئیس دانشکده علوم تربیتی «بیت برل» ۷۷-،
- رئیس مؤسسه «بیالیک»،
- رئیس انتشارات و آکادمی فلسفه،
- رئیس مطالعات و ادبیات جهانی یهود ۹۰-،
- دبیرکل «نهضت کیبوتص» متحد «تاکام» ۸۵–۸۹،
- رئیس تئاتر «بئروشوا»
- رئیس اج. «یانوش کورچاک» در اسراییل،
- رئیس کت. علمی مؤسسه پژوهشی و آرشیو بن گوریون ۷۹-،
- رئیس «یاد تابنکین» (مرکزپژوهشی نهضت کیبوتص)،
- رئیس مرکز آموزشی بیت یاتسیو، بئر شوا،
- رئیس نهضت جهانی کارگری صهیونیسم ۹۲-،
- معاون کت. اجرایی دانشگاه بن گوریون در نقب،
- مدرس و پژوهشگر در مرکز آموزشی نهضت کیبوتص متحد (افال).

## آثار
مقدمه ای بر جامعه‌شناسی ۵۷،
هدف و نهضت ۶۹،
مقالاتی پیرامون جامعه‌شناسی،
آموزش و پرورش و جوانان.